# Daniel Ramsay
Pour les articles homonymes, voir Ramsay.
Pas d'image ? Cliquez ici

a Compétitions nationales et continentales officielles uniquement.

b Matchs officiels uniquement.
Dernière mise à jour le 29 juin 2022.
Daniel Ramsay, né le 1er juin 1984 à Invercargill en Nouvelle-Zélande, est un ancien joueur de rugby à XV évoluant au poste de deuxième ligne. 

## Carrière
Ramsay fait ses débuts lors du dernier match de Southland comptant pour la Air New Zealand Cup 2006. Les deux saisons seront celle d'un bon seconde ligne régulier pour Ramsay qui marquera ses premiers points en 2008 lors de cette même compétition.
En 2009, il s'engage avec les Lions de Wellington et réalise sa saison la plus complète avec quinze apparitions dont quatorze en tant que titulaire et quatre essais à la clef. Étant originaire de l'unité sociale des Ngāi Tahu et ses performances le lui permettant, il honore sa première cap avec les All Black Māori en 2010.
Il signe en 2011 un contrat le liant à Otago. Il rejoint ensuite la Section paloise en 2012.
En 2015, il remporte le championnat de Pro D2 avec la Section paloise et va découvrir le Top 14 avec le club palois.
Il joue son 100e match sous les couleurs de la Section le 29 novembre 2016 lors du match face au Stade toulousain durant lequel il marquera un essai (Défaite 20-24).
Il joue son 200e match sous les couleurs paloises le 2 janvier 2022 face au CA Brive Corrèze.
Après 10 saisons dans le Béarn, 208 matches disputés et 22 essais inscrits, Daniel Ramsay prend sa retraite à l'issue de la saison 2021-2022.

## Palmarès
- Champion de France de Pro D2 avec la Section paloise en 2015.
- Demi-finaliste de Pro D2 avec la Section paloise en 2014.
- Finaliste de Pro D2 avec la Section paloise en 2013.